# Chlomatianá
Chlomatianá (grec moderne : Χλοματιανά) est une localité située dans le dème de Corfou-Sud, dans le district régional de Corfou, dans la périphérie des Îles Ioniennes, en Grèce.
Selon le recensement de 2021, elle compte 206 habitants.

## Personnalités liées à la commune
- Cyriaque de Nazareth (Andréas Georgopétris, Ἀνδρέας Γεωργοπέτρης), métropolitain de la Sainte Métropolie de Nazareth grecque orthodoxe (dépuis 1991), né à Chlomatianá en 1945.